# Madinani
Madinani es un departamento de la región de Kabadougou, Costa de Marfil. En mayo de 2014 tenía una población censada de 39 704 habitantes.
Se encuentra ubicado al noroeste del país, cerca de la frontera con Malí y la República de Guinea.